# Sač

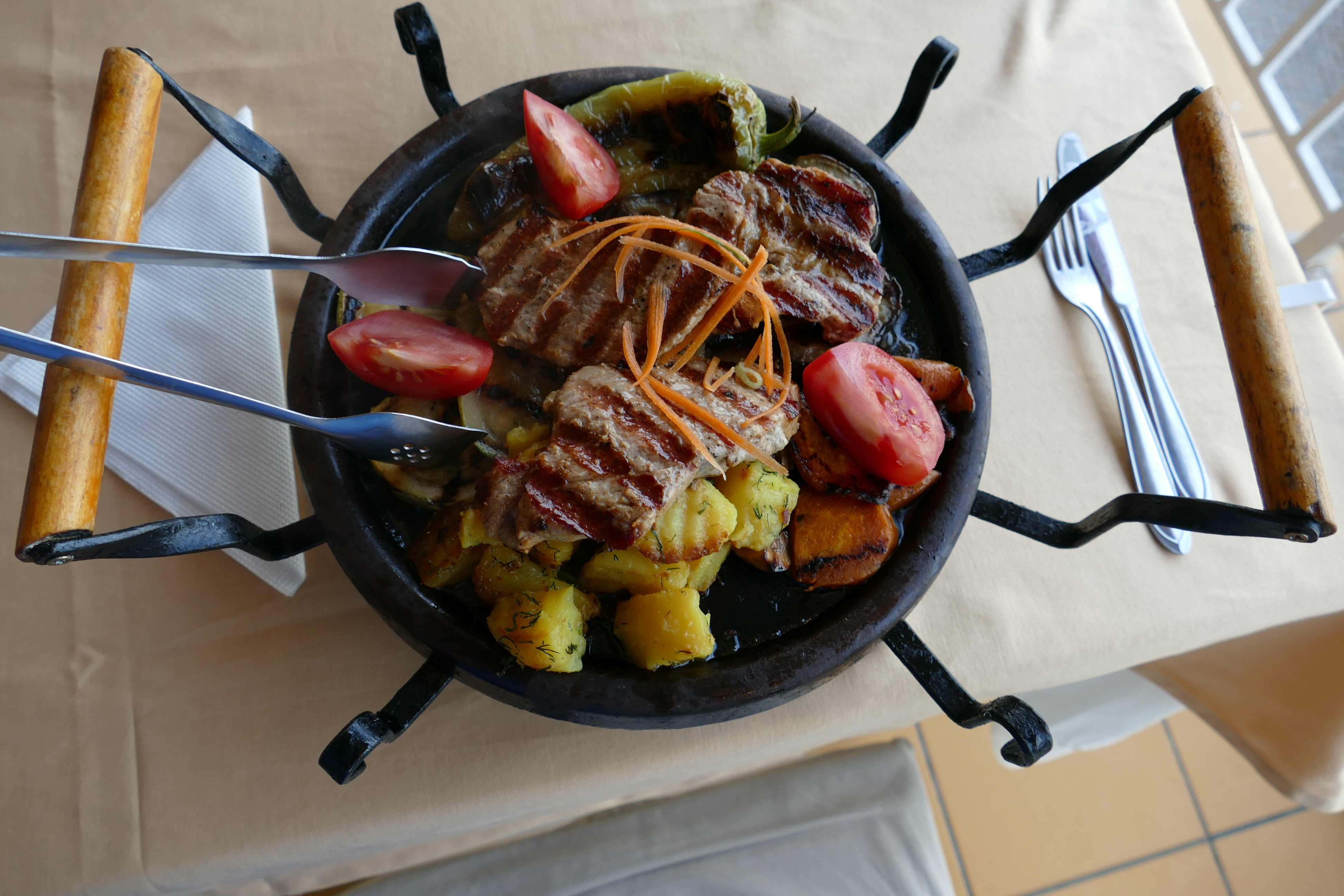
Sač tradicional en un restaurante en Nesebar, Bulgaria.

El sač es una tapa de metal grande con forma acampanada que se emplea para cubrir la masa de pan o la carne al cocinarla, y sobre la que se ponen cenizas o ascuas. Restaurantes de Turquía, Montenegro, Serbia, Bosnia Herzegovina y Croacia practican esta forma tradicional de cocinar bajo el sač, que permite que carnes, pescados y verduras queden jugosas, y que las patatas adquieran el sabor de la carne. La receta más celebrada es el cordero asado. También se usa para preparar recetas tradicionales como el börek.